# یوجین تکر
یوجین تَکِر (به انگلیسی: Eugene Thacker) فیلسوف، شاعر، نویسنده و استاد مطالعات رسانه در نیو اسکول نیویورک است. نوشته‌های او اغلب مربوط به فلسفه پوچ گرایی و بدبینی است. آخرین کتاب‌های تکر مجموعهٔ وحشت فلسفه (شامل کتاب در غبار این سیاره) و استعفای بی‌پایان است. او مدرک کارشناسی را از دانشگاه واشینگتن و دکترای ادبیات تطبیقی‌اش را از دانشگاه راتگرز گرفت. از او مقالاتی به فارسی ترجمه شده است.

### کتاب‌ها
- بیومدیا انتشارات دانشگاه مینه‌سوتا، ۲۰۰۴. شابک ‎۹۷۸–۰۸۱۶۶۴۳۵۳۰.
- ژنوم جهانی: بیوتکنولوژی، سیاست و فرهنگ. نشر دانشگاه MIT 2005. شابک ‎۹۷۸−۰۲۶۲۷۰۱۱۶۷شابک 978-0262701167.
- زندگی پس از مرگ، انتشارات دانشگاه شیکاگو، ۲۰۱۰.شابک ‎۹۷۸−۰۲۲۶۷۹۳۷۲۶شابک 978-0226793726.
- در غبار این سیاره (وحشت فلسفه جلد ۱). زیرو بوکز، ۲۰۱۱.شابک ‎۹۷۸−۱۸۴۶۹۴۶۷۶۹شابک 978-1846946769.
- بدبینی کیهانی، با نقاشی‌های کیت تیلفورد. انتشارات Univocal 2015. شابک ‎۹۷۸−۱۹۳۷۵۶۱۴۷۵شابک 978-1937561475.
- استعفای بی‌پایان. ریپیتر بوکز، ۲۰۱۸.شابک ‎۹۷۸−۱۹۱۲۲۴۸۱۹۳شابک 978-1912248193.
- ایده‌آلی برای زندگی: یک ضد رمان (بیستمین سالگرد انتشار). Schism Press، ۲۰۲۰شابک ‎۹۷۹−۸۶۸۲۹۰۳۸۳۲شابک 979-8682903832.
- آرتور شوپنهاور، دربارهٔ رنج‌های جهان. ویرایش‌شده با مقدمه‌ای از یوجین تکر. ۲۰۰۵ Repeater Books شابک ‎۹۷۸−۱۹۱۳۴۶۲۰۳۱شابک 978-1913462031.

## پی‌نوشت
1. ↑  "Eugene Thacker". The New School. Retrieved 2020-03-28.